# Marco Antonio Canini
Marco Antonio Canini (Venezia, 1822 – Venezia, 12 agosto 1891) è stato un filologo, scrittore e patriota italiano.

## Biografia
Svolse a Padova studi giuridici, nel periodo della rivoluzione del 1848 fu segretario dell'intendente dell'esercito veneto, esercitò attività politica anche come pubblicista, e, nel 1849, combatte per la difesa di Venezia. In seguito a tali eventi, per dei dissensi con Manin e per le sue idee politiche sospette di socialismo, venne arrestato ed espulso trascorrendo un lungo periodo di oltre dodici anni d'esilio nella penisola balcanica, rifugiandosi in Grecia, e in oriente, facendo da corrispondente durante la guerra di Crimea (1853-1856) per il giornale torinese Opinione. Al suo rientro in Italia fu iniziato in Massoneria nella Loggia "Dante Alighieri" di Torino .
Trasferitosi con la famiglia a Bucarest ove conobbe vari uomini politici del paese e fu sostenitore dell'unificazione politica dei Principati danubiani, sempre in Romania pubblicò nel 1858 il saggio intitolato Studii istorice asupra originei natiuni romane, al suo rientro dall'esilio partecipò alla guerra del 1866.
Successivamente si trasferì a Parigi, ove pubblicò nel 1868 il libro di memorie Vingt ans d'exil (tradotto in italiano Vent'anni d'esilio), e assistette agli eventi della Comune. Dopo il rimpatrio dalla Francia insegnò lingue nella Scuola superiore di Venezia.

## Curiosità
- L'etimologia del vocabolo "Diavolo" presentata da Canini nel Etimologico dei vocaboli italiani di origine ellenica con raffronti ad altre lingue causò un dibattito tra Canini e Graziadio Isaia Ascoli il quale presentò una lettera al direttore del Politecnico, in rapporto alla quale Canini inviò a Gaspare Gorresio un testo intitolato Degli Spropositi del professore G.I.Ascoli; l'etimologia è citata « a titolo di curiosità » nel dizionario etimologico Panigiani[2].

## Opere
- Studii istorice asupra originei natiuni romane, 1858.
- Etimologico dei vocaboli italiani di origine ellenica con raffronti ad altre lingue, compilato da Marco Antonio Canini e preceduto da una monografia sui nomi dio e uomo e sui vocaboli affini, Torino, Unione tipografico-editrice, 1865.
- Degli Spropositi del professore G.I.Ascoli. Lettera di Marco Antonio Canini al commendatore Gaspare Gorresio, membro dell'istituto di Francia, dell'Accademia delle Scienze di Torino, prefetto della biblioteca dell'università torinese, ecc. ecc. con Appendice alla lettera di Marco Antonio Canini al commendatore Gaspare Gorresio sugli spropositi del G.I. Ascoli, Unione Tipografico-Editrice Torinese, Torino, 1866.
- Vingt ans d'exil, Parigi, 1868.
- Fragment du Parthénée d'Alcman, pour la fête des Dioscures, restauro, commento e traduzione, Dramard-Baudry, successeur, Parigi, 1870.
- La verità sulla questione degl'Israeliti in Rumania, 1879.
- A Margherita, regina d'Italia: ode, Tipografia De Luca, 1879.
- Il sonettiere italiano: raccolta di sonetti di tutti i secoli della letteratura italiana editi o inediti, divisa in sezioni e centurie con una storia del sonetto in Italia e un dizionario biografico dei sonettisti, G. Candeletti, Torino, 18??.
- Études étymologiques, 1881.
- Amore e dolore, Ermanno Loescher, 1882.
- Lettera seconda, M. Fontana, 1883.
- Prolusione al corso di lingua rumana alla Scuola superiore di commercio ..., 1884.
- Il libro dell'amore: poesie italiane raccolte e straniere, Libreria Colombo Coen e Figlio, 1885.
- Parigi nel maggio del 1871: ode saffica, Tipografia dell'ancora, I. Merlo Editore, 1890.
- Dizionario etimologico dei vocaboli italiani di origine ellenica: con raffronti ad altre lingue, comp. ad uso specialmente dei ginnasii e dei licei, Unione tipografico-editrice torinese, 1918.
- Commemorazione di Giuseppe Garibaldi: discorso pronunciato in Piazza di San Marco il 10 giugno 1883, Stab. tipo-litografico di M. Fontana, 1992.